# Lekkoatletyka na Letnich Igrzyskach Olimpijskich 1956 – bieg na 100 m kobiet
Bieg na 100 metrów kobiet podczas XVI Letnich Igrzysk Olimpijskich w Melbourne rozegrano 24 (eliminacje i półfinały) i 26 listopada 1956 (finał) na stadionie Melbourne Cricket Ground. Zwyciężczynią została reprezentantka Australii Betty Cuthbert, która na tych igrzyskach zwyciężyła również w biegu na 200 metrów i sztafecie 4 × 100 metrów. Cuthbert ustanowiła w eliminacjach rekord olimpijski z czasem 11,4 s.

## Rekordy

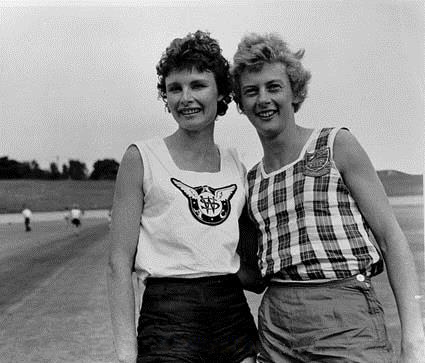
Marlene Mathews (z lewej) i Betty Cuthbert

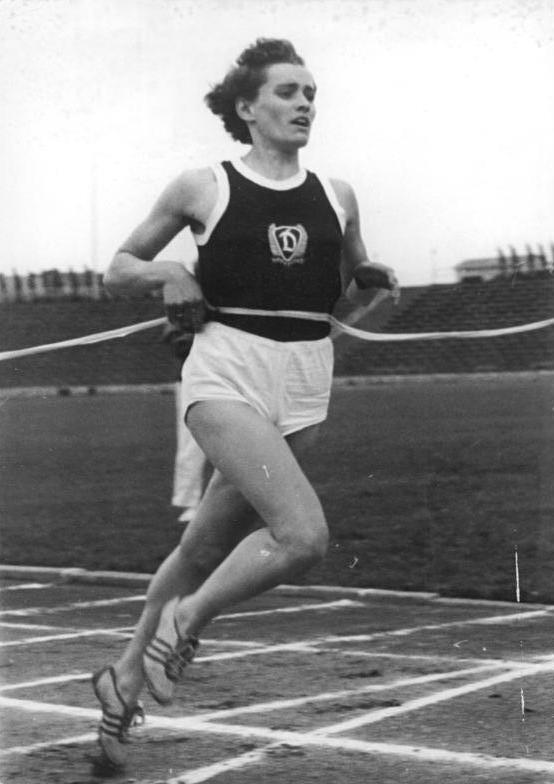
Christa Stubnick

|                   | Zawodniczka        | Narodowość | Czas | Data                 | Miejsce  |
| ----------------- | ------------------ | ---------- | ---- | -------------------- | -------- |
| Rekord świata     | Shirley Strickland | Australia  | 11,3 | 4 sierpnia 1955(dts) | Warszawa |
| Rekord olimpijski | Marjorie Jackson   | Australia  | 11,5 | 22 lipca 1952(dts)   | Helsinki |

## Wyniki
| Poz. - pozycja |
| – rekord świata \| – rekord krajowy \| – rekord życiowy \| = – wyrównany rekord życiowy \| · – najlepszy wynik w sezonie \| = – wyrównany najlepszy wynik w sezonie \| – rekord olimpijski |
| Fn – falstart \| DNF – nie ukończyła \| DNS – nie wystartowała \| DSQ – zdyskwalifikowana                                                                                                  |

### Eliminacje
Rozegrano sześć biegów eliminacyjnych. Do półfinałów awansowały po dwie najlepsze zawodniczki z każdego biegu (Q).

#### Bieg 1
Wiatr: +1,3 m/s
| Poz. | Zawodniczka       | Narodowość        | Rezultat | Uwagi |
| ---- | ----------------- | ----------------- | -------- | ----- |
| 1    | Giuseppina Leone  | Włochy            | 12,00    | Q     |
| 2    | Wira Krepkina     | ZSRR              | 12,08    | Q     |
| 3    | Mae Faggs         | Stany Zjednoczone | 12,36    |       |
| 4    | Micheline Fluchot | Francja           | 12,55    |       |
| 5    | Janet Jesudason   | Singapur          | 13,41    |       |
| –    | Mary Rao          | Indie             | DNF      |       |

#### Bieg 2
Wiatr: +0,6 m/s
| Poz. | Zawodniczka        | Narodowość        | Rezultat | Uwagi |
| ---- | ------------------ | ----------------- | -------- | ----- |
| 1    | Marlene Mathews    | Australia         | 11,81    | Q, =  |
| 2    | Galina Riezczikowa | ZSRR              | 12,11    | Q     |
| 3    | Lucinda Williamse  | Stany Zjednoczone | 12,14    |       |
| 4    | Maria Kusion       | Polska            | 12,34    |       |
| 5    | Maureen Rever      | Kanada            | 12,36    |       |
| 6    | Franca Peggion     | Włochy            | 12,55    |       |
| 7    | Mary Klass         | Singapur          | 12,57    |       |

#### Bieg 3
Wiatr: –1,2 m/s
| Poz. | Zawodniczka      | Narodowość        | Rezultat | Uwagi |
| ---- | ---------------- | ----------------- | -------- | ----- |
| 1    | Betty Cuthbert   | Australia         | 11,72    | Q,    |
| 2    | Isabelle Daniels | Stany Zjednoczone | 11,91    | Q     |
| 3    | Anne Pashley     | Wielka Brytania   | 11,94    |       |
| 4    | Barbara Lerczak  | Polska            | 12,37    |       |
| 5    | Maria Musso      | Włochy            | 12,40    |       |
| 6    | Diane Matheson   | Kanada            | 12,59    |       |

#### Bieg 4
Wiatr: +2,4 m/s
| Poz. | Zawodniczka                    | Narodowość      | Rezultat | Uwagi |
| ---- | ------------------------------ | --------------- | -------- | ----- |
| 1    | Heather Armitage               | Wielka Brytania | 11,81 w  | Q     |
| 2    | Gisela Köhler                  | Niemcy          | 11,85 w  | Q     |
| 3    | Shirley Strickland de la Hunty | Australia       | 11,86 w  |       |
| 4    | Eleanor Haslam                 | Kanada          | 11,98 w  |       |
| 5    | Halina Richter                 | Polska          | 12,38 w  |       |
| 6    | Maeve Kyle                     | Irlandia        | 12,48 w  |       |

#### Bieg 5
Wiatr: +3,5 m/s
| Poz. | Zawodniczka           | Narodowość         | Rezultat | Uwagi |
| ---- | --------------------- | ------------------ | -------- | ----- |
| 1    | Galina Popowa         | ZSRR               | 11,96 w  | Q     |
| 2    | Catherine Capdevielle | Francja            | 12,10 w  | Q, =  |
| 3    | Inge Fuhrmann         | Niemcy             | 12,31 w  |       |
| 4    | Annie Choong          | Federacja Malajska | 12,73 w  |       |
| –    | Bertha Díaz           | Kuba               | DNS      |       |
| –    | Francisca Sañopal     | Filipiny           | DNS      |       |

#### Bieg 6
Wiatr: –4,0 m/s
| Poz. | Zawodniczka         | Narodowość        | Rezultat | Uwagi |
| ---- | ------------------- | ----------------- | -------- | ----- |
| 1    | Christa Stubnick    | Niemcy            | 11,89    | Q     |
| 2    | June Paul           | Wielka Brytania   | 12,15    | Q     |
| 3    | Margaret Stuart     | Nowa Zelandia     | 12,38    |       |
| 4    | Elaine Winter       | Południowa Afryka | 12,59    |       |
| 5    | Claudette Masdammer | Gujana Brytyjska  | 12,87    |       |
| –    | Manolita Cinco      | Filipiny          | DNS      |       |

### Półfinały
Rozegrano dwa biegi półfinałowe. Do finału awansowały po trzy najlepsze zawodniczki z każdego biegu.

#### Bieg 1
Wiatr: –4,0 m/s
| Poz. | Zawodniczka           | Narodowość      | Rezultat | Uwagi |
| ---- | --------------------- | --------------- | -------- | ----- |
| 1    | Christa Stubnick      | Niemcy          | 12,05    | Q     |
| 2    | Betty Cuthbert        | Australia       | 12,08    | Q     |
| 3    | Giuseppina Leone      | Włochy          | 12,22    | Q     |
| 4    | June Paul             | Wielka Brytania | 12,24    |       |
| 5    | Galina Popowa         | ZSRR            | 12,34    |       |
| 6    | Catherine Capdevielle | Francja         | 12,53    |       |

#### Bieg 2
Wiatr: 0,0 m/s
| Poz. | Zawodniczka        | Narodowość        | Rezultat | Uwagi |
| ---- | ------------------ | ----------------- | -------- | ----- |
| 1    | Marlene Mathews    | Australia         | 11,80    | Q     |
| 2    | Heather Armitage   | Wielka Brytania   | 11,87    | Q, =  |
| 3    | Isabelle Daniels   | Stany Zjednoczone | 11,94    | Q     |
| 4    | Gisela Köhler      | Niemcy            | 12,07    |       |
| 5    | Wira Krepkina      | ZSRR              | 12,07    |       |
| 6    | Galina Riezczikowa | ZSRR              | 12,23    |       |

### Finał
Wiatr: –2,3 m/s
| Poz. | Zawodniczka      | Narodowość        | Rezultat | Uwagi |
| ---- | ---------------- | ----------------- | -------- | ----- |
| 1    | Betty Cuthbert   | Australia         | 11,82    |       |
| 2    | Christa Stubnick | Niemcy            | 11,92    |       |
| 3    | Marlene Mathews  | Australia         | 11,94    |       |
| 4    | Isabelle Daniels | Stany Zjednoczone | 11,98    |       |
| 5    | Giuseppina Leone | Włochy            | 12,07    |       |
| 6    | Heather Armitage | Wielka Brytania   | 12,10    |       |